# Мототриал
Мототриал — технический вид спорта, целью в котором является преодоление препятствий, естественных или искусственных, на мотоцикле, не касаясь препятствий частями тела. Основным мировым соревнованием по мототриалу является Чемпионат мира, включающий в себя ряд различных соревнований и классов.

## Общие правила мототриала
Изначально мототриал проводился на пересечённой местности в естественных условиях, позже появились триальные дисциплины для закрытых помещений, с искусственно созданными препятствиями и трассами. В ходе заезда пилот должен преодолеть трассу, набрав минимальное количество штрафных баллов. Вместе с пилотом работает майндер — специальный сотрудник, страхующий спортсмена от падения.
Штрафные баллы начисляются за следующие ошибки:
1 балл начисляется за:
- касание земли или препятствия любой частью тела для балансировки мотоцикла
- каждую минуту превышения лимита времени на прохождение трассы

5 баллов начисляются за:
- касание ногой трассы с одновременным отрывом одной из рук от руля
- перенос любого колеса в сторону без движения вперед
- движение назад
- выезд за границы трассы
- отказ от прохождения секции с предварительным уведомлением судьи
- вынужденная помощь майндера (касание спортсмена или его мотоцикла)
- заглохший двигатель
- выход тела спортсмена за границы габаритов мотоцикла

При получении 5 баллов в сумме триалист снимается с секции и переходит к преодолению следующей.
Существуют и другие методы оценки ошибок, например, в американском триале работает иная система

## Мотоциклы для мототриала
Мотоциклы для мототриала производятся серийно рядом компаний (Vertigo, Mecatecno, TRRS, Montesa, Beta, Ossa и так далее) и имеют значительные отличие от классических мотоциклов для дорожных или даже кроссовых гонок. Основные отличия заключаются в следующем:
- триальные мотоциклы не имеют седла, поскольку вся трасса обычно преодолевается стоя;
- центр тяжести такого мотоцикла значительно занижен для лучшей балансировки;
- общий вес мотоцикла обычно не превышает 80 кг, то есть он максимально облегчён;
- мотоцикл имеет очень короткую колёсную базу и маломощный 2-тактный двигатель объемом 250—280 см³;
- специфическая коробка передач; скорости, которых любые другие мотоциклы достигают на 1-й передаче, триальный мотоцикл достигает не ранее чем на 4-й;
- бензобак объёмом не более 3 литров.

Впрочем, исторически (в начале XX века) триал проводился на мотоциклах класса эндуро и лишь после 1960-х годов триальные мотоциклы выросли в отдельный подвид.

## Соревнования по мототриалу
С 1964 году Международная мотоциклетная федерация (FIM) проводит Чемпионат мира по мототриалу. В разные годы FIM организовывала дополнительные чемпионаты, и сегодня в рамках дисциплин FIM есть:
- Чемпионат мира по мототриалу на открытой местности
- Чемпионат мира по мототриалу в закрытом помещении
- Чемпионат мира по мототриалу в классе мотоциклов с объёмом двигателя до 125 см³
- Молодёжный (юниорский) чемпионат мира по мототриалу
- Чемпионат мира по мототриалу среди женщин
- Молодёжный (юниорский) чемпионат мира по мототриалу среди женщин
- Кубок наций по мототриалу

## Наиболее титулованные спортсмены[4]
| Имя               | Год рождения | Страна         | Чемпионатов (outdoor)          | Чемпионатов (indoor) | Чемпионатов (women)             | Кубков (electric) | Всего титулов |
| ----------------- | ------------ | -------------- | ------------------------------ | -------------------- | ------------------------------- | ----------------- | ------------- |
| Тони Боу          | 1986         | Испания        | 18 (2007—2024)                 | 19 (2007—2025)       | -                               | -                 | 37            |
| Лайя Санс         | 1985         | Испания        | -                              | -                    | 14 (2000—2006, 2008—2013, 2021) | -                 | 14            |
| Дуги Лэмпкин      | 1976         | Великобритания | 7 (1997—2003)                  | 5 (1997—2001)        | -                               | -                 | 12            |
| Эмма Бристоу      | 1990         | Великобритания | -                              | -                    | 10 (2014—2020, 2022—2024)       | -                 | 10            |
| Хорди Таррес      | 1966         | Испания        | 7 (1987, 1989—1991, 1993—1995) | -                    | -                               | -                 | 7             |
| Адам Рага         | 1982         | Испания        | 2 (2005—2006)                  | 4 (2003—2006)        | -                               | -                 | 6             |
| Марк Коломер      | 1974         | Испания        | 1 (1996)                       | 3 (1994—1996)        | -                               | 1 (2017)          | 5             |
| Дон Смит          | 1937—2004    | Великобритания | 3 (1964, 1967, 1969)           | -                    | -                               | -                 | 3             |
| Юрьё Вестеринен   | 1952         | Финляндия      | 3 (1976—1978)                  | -                    | -                               | -                 | 3             |
| Эдди Лежён        | 1961         | Бельгия        | 3 (1982—1984)                  | -                    | -                               | -                 | 3             |
| Тьерри Мишо       | 1963         | Франция        | 3 (1985—1986, 1988)            | -                    | -                               | -                 | 3             |
| Альберт Кабестани | 1980         | Испания        | -                              | 1 (2002)             | -                               | 2 (2019—2020)     | 3             |